# Archephia basilinea
Archephia basilinea är en fjärilsart som beskrevs av George Francis Hampson 1902. Archephia basilinea ingår i släktet Archephia och familjen nattflyn. Inga underarter finns listade i Catalogue of Life.